# Pseudotrochalus falkensteini
Pseudotrochalus falkensteini är en skalbaggsart som beskrevs av Hermann Julius Kolbe 1883. Pseudotrochalus falkensteini ingår i släktet Pseudotrochalus och familjen Melolonthidae. Inga underarter finns listade i Catalogue of Life.